# V1309 Scorpii
V1309 Scorpii, eller Nova Scorpii 2008, var en dubbelstjärna med kontakt mellan komponenterna, som år 2008 slogs samman till en enda stjärna i en process som kallas en luminös röd nova. Det var den första stjärnan som gav slutgiltigt bevis på att kontaktstjärnor slutar sin utveckling i en stjärnfusion. Dess likheter med V838 Monocerotis och V4332 Sagittarii gjorde det också möjligt för forskare att identifiera dessa stjärnor som sammanslagna kontaktstjärnor.

## Upptäckt
V1309 Scorpii upptäcktes den 2 september 2008 oberoende av tre grupper: Koichi Nishiyama och Fujio Kabashima, Yukio Sakurai och Guoyou Sun och Xing Gao. Den identifierades från en början som ett transient objekt beläget nära Vintergatans centrum vid rektascension 17 h 57 m 32,93 s ± 0s,01 och deklination -30° 43'10"± 0",1. De astronomer som fann den noterade att den hade varit osynlig för deras teleskop, begränsat till magnitud 12, bara några dagar före upptäckten, vilket tyder på att den var en ny nova. Innan dess utbrott gjorde dess svaghet och närhet till USNO-B1.0 stjärna 0592-0608962 (magnitud B = 16,9 och R = 14,8) bara 1,14 bågsekunder bort, den svår att upptäcka. När den upptäcktes antogs V1309 Scorpii inte vara något annat än en klassisk nova.

## Identifiering som en stjärnfusion
Omedelbart efter dess utbrott genomförde en grupp astrofysiker som leddes av Elena Mason vid European Southern Observatory en studie av V1309 Scorpiis spektrum efter utbrottet. Ursprungligen var syftet med denna studie att analysera mönster för absorption av tungmetaller i en klassisk nova, då forskarna inte insåg att detta inte var en sådan. Vid analys av spektret antog Mason et al. att V1309 Scorpii var omgiven av ett långsamt växande gasskal som är tätare i ekvatorialplanet, vilket ger utrymme för ett smalt absorptionsspektrum från denna täta region och ett bredare omgivande emissionsspektrum. Lutningen av detta ekvatorialplan från observatörens siktlinje lämnar mestadels bara polarområdet synligt. Denna region skulle då visa sig för observatören så som anges av spektrumets totala blåförskjutning. Vidare skulle förekomsten av utkastningar från polarområdet vid olika hastigheter stå för de observerade höghastighetsdelarna i Balmer-serien. Ha/Hp-förhållandet, som minskade under en dryg månad innan ökningen upp till mättade nivåer och kvarstående i månader därefter, var en av många spektralkaraktäristika, inklusive olika förbjudna linjer, vilket tydligt särskilde V1309 Scorpii från en klassisk nova utan mer som röda nova.
För uppföljning av Mason et al. studie, valde Romuald Tylenda et al., som tidigare arbetat med teoretiska modeller för att verifiera att en röd nova kan vara resultatet av stjärnfusion, att undersöka V1309 Scorpii. På grund av sin närhet till Vintergatans centrum, var V1309 Scorpii inom synfältet för teleskopet Optical Gravitational Lensing Experiment (OGLE), som hade samlat magnituddata för V1309 Scorpii till en precision av 0,01 enheter under flera år före dess utbrott. Stjärnan växte gradvis i magnitud mellan 2001 och 2007, innan den minskade lite före dess utbrott 2008. Under  utbrottet ökade den i magnitud med 10 enheter, eller ungefär en faktor 1 × 104. Stjärnan sjönk sedan snabbt i magnitud under den period som den spektralt observerades av Mason et al. Före utbrottet hade stjärnans magnitud en period på omkring 1,4 dygn där den minskade exponentiellt fram till utbrottet. Enligt modellen för en typisk kontaktstjärna hade V1309 Scorpii två magnitud toppar per cykel, vilket motsvarade tillfällen då de två stjärnorna stod vinkelrätt mot observatörens siktlinje. I det fallet började den andra toppen i varje period gradvis minska till dess ljuskurva endast visade en topp per period. Detta berodde på att sekundärstjärnan började cirkulera snabbare än ytterskiktet på primärstjärnan. Eftersom stjärnorna var i kontakt börjar hastighetsskillnaden att spridas som energi vid deras kontaktpunkt. När sekundärstjärnan således närmade sig siktlinjen, såg den ljusare ut och när den rörde sig bort från den, verkade den svagare. År 2007 var de två stjärnorna så nära att de smälte samman, att dess magnitud, mätt på jorden, uppträdde ungefär sfärisk, vilket ledde till förlusten av det sekundära maximat omedelbart före utbrottet.

## Fortsatta identifieringsstudier
Sedan identifieringen av V1309 Scorpii har ytterligare studier av stjärnan varit inriktade både på att modellera dess utveckling och samla ytterligare spektraldata.

### Ytterligare spektralforskning
En av dessa uppföljningsstudier fortsatte Mason et al. spektroskopiska studie från 2010 genom att analysera utvecklingen av ett bredare spektrum i en längre tidsskala. I denna studie hittade Kaminsky et al. oväntat en stark spektral signatur från CrO nära det infraröda området, vilket var den första kända upptäckten av CrO i ett stjärnspektrum. Nuvarande kemiska modeller har ingen förklaring till varför röda novor är de enda stjärnorna som visar denna CrO-linje. Detta resultat kan också ge ytterligare inblick i de oväntat höga mängderna 54Cr som har observerats i vårt solsystem, vilket nyligen visat sig inte enbart härröra från en supernova.

### Teoretisk forslning
Förståelsen av att kontaktstjärnor kan sluta sina liv i stjärnfusion har också genererat teoretisk forskning. I synnerhet undersökte en studie 2015 kontaktstjärnor inom klotformiga stjärnhopar och fastslog att hypotesen om stjärnfusion kan vara en ledande orsak vid bildandet av blåstrålande stjärnor i dessa regioner.

## Identifiering av andra stjärnfusioner
Eftersom det är mer känt om V1309 Scorpii och dess ursprung än om andra röda novor, har den beskrivits som en "Rosetta Stone" i vår förståelse av stjärnfusioner som kan hjälpa till att identifiera andra novor som stellära fusioner. Till exempel har data om V1309 Scorpii redan använts för att försöka förklara det mystiska utbrottet av CK Vulpeculae åren 1670-1672 som har förbryllat forskare i århundraden. Tidigare spektroskopiska studier av andra stjärnor har pekat på fler kandidater till röda novor, såsom V1148 Sagittarii, som studerades redan 1949. Dessa retrospektiva inferenser har också identifierat potentiella röda novor som M31 RV som ligger utanför Vintergatan, samt M31LRN 2015, M85 OT2006, NGC300OT2008 och SN2008S.. Aktuella uppskattningar (2019) tyder på att det sannolikt finns 1-10 nu observerbara stjärnpar som kandidat till röda novor i Vintergatan, som kommer att uppnå samma magnitud som V1309 Scorpii vid fusion.  Om endast en för närvarande är känd (KIC 9832227), så är det mycket sannolikt flera där ute som kan observeras under de närmaste åren.